# Marco Russ
Marco Russ (Hanau, 4 de agosto de 1985) é um ex-futebolista alemão que jogava como zagueiro. Seu último clube foi o Eintracht Frankfurt.

## Carreira
Marco foi revelado pelo Eintracht Frankfurt em 2000. Em 2011, foi vendido ao Wolfsburg por três milhões de euros. Em 2013, o jogador volta novamente ao Eintracht Frankfurt, só que por empréstimo. O Eintracht Frankfurt comprou o jogador por 400 mil euros logo após o fim de empréstimo.

## Títulos
Eintracht Frankfurt
- Copa da Alemanha: 2017–18